# 臺灣彩蝠
臺灣彩蝠（学名：Kerivoula furva），又名玄彩蝠，为蝙蝠科彩蝠屬下的一个种。

## 扩展阅读
- 維基物種上的相關：臺灣彩蝠